# Agrostis shandongensis
Agrostis shandongensis é uma espécie de gramínea do gênero Agrostis, pertencente à família Poaceae.